# Vuốt dài Abyssinia
Vuốt dài Abyssinia, tên khoa học Macronyx flavicollis, là một loài chim trong họ Motacillidae.
Đây là loài đặc hữu của Ethiopia. Môi trường sống tự nhiên của chim này là đồng cỏ ở độ cao lớn và đất canh tác nhiệt đới hoặc cận nhiệt đới. Vuốt dài Abyssinia rất giống với bề ngoài và hành vi với vuốt dài họng vàng (Macronyx croceus) ở khu vực khác của châu Phi.